# Јосипина Урбанчич Турнограјска
Јосипина Урбанчич Турнограјска (словен. Josipina Turnograjska; Преддвор, 9. јул 1833 — 1. јун 1854) била је прва словеначка жена писац, песникиња и композитор. Своје радове објављивала је под именом Јосипина Турнограјска.

## Биографија
Рођена је 9. јула 1833. у Преддвору, Краљевини Илирија. Њени родитељи су били Јанез Урбанчич и Јосипина Тепинч, која је припадала локалној крањској властели. Отац јој је умро када је имала осам година. Образовали су је приватни наставници у замку Турн, посебно из области музике, религије, као и из латинског и италијанског језика. Научила је сама француски језик. После 1849. нова наставница проширила је предмете њеног подучавања на старогрчки, природне науке и историју, са посебним нагласком на словеначки језик и историју словенских народа. То се показало катализатором за буђење националног ентузијазма у Турнограјској, због чега је одлучила да постане писац. 
Када је своју прву причу послала уредници књижевног часописа Slovenska Bčela, навела је: „Словенски синови желе показати своју снагу и вредност. Зашто словенске ћерке не би имале исту жељу? Због тога сам одлучио да покушам да напишем нешто на свом благом језику и усуђујем се да на дневном светлу пошаљем једну причу из своје колекције и замолим вас да је укључите у своју публикацију. Аутор се зове Јосипина Турнограјска, јер је дворац Турн мој дом”.
Године 1850. била је верена са Ловром Томаном, песником који ће касније постати успешни правник и утицајни политичар. Томан је студирао право у Грацу и током њихове веридбе водили су опсежну преписку. Написали су више од хиљаду писама, а нека су дугачка и до двадесет пет страница. Њихов интерес није само приказ односа и осећања двоје раздвојених љубавника, већ и зато што дају важан увид у свакодневни живот средином 19. века у словенским земљама. Године 1853. венчали су се и због Томановог рада трајно су се преселили у Грац. Јосипина је тамо умрла годину дана касније након комбинације порођајних компликација и морбила.

## Рад
Познавала је словеначку и европску књижевност. Дивила се Францету Прешерну, чији је стил писања копирала, немачким романтичарским писцима, као и популарним авантуристичким романима тог времена. У њеним списима, нагласак је на женама као писцима, као и у националном буђењу. Њен рад је био цењен у другим областима словенског говорног подручја (Русији и чешким земљама), углавном зато што је писала на словенском језику. У периоду након пада апсолутне монархије, опуштена је строга цензура и културне активности са јачом словеначком и словенском нотом почеле су да цветају. Њен рад обележиле су идеје романтичног национализма, који је у словенским земљама био повезан са словенским панславизмом.
Написала је тридесетак прича, прву када је имала седамнаест година. Свој материјал је посветила историји Словенаца и других словенских народа, као и популарним легендама. Велики нагласак је ставила на поетски опис природе. Пет од тридесетак њених прича објављени су у књижевном часопису Slovenska Čbela 1851. Антон Јанежић, три у Zora и један у алманаху Vodnikov spomenik, 1852—1853. У тренутку њене смрти остало је необјављено око двадесет текстова.
Једно од њених најпознатијих дела је бајка о трагичној хероини из доба ренесансе која је убијена због умешаности у љубавну везу на двору цељских грофова. У причи Nedolžnost in sila развила је мотив Веронике као словенске хероине и славизирала имена Хермана II Цељског и његовог сина Фредерика и Мирослава. У причи Rožmanova Lenčica, такође је представљена женска хероина из 15. века која је отишла да се бори против Турака уместо свог убијеног оца и вратила се удата за свог љубавника на Бледском језеро. Друге важне приче су Izdajstvo in sprava, о јунаку Ђурђу Кастриоту Скендербегу, Povest o Bolgarskem knezu Borisu, о преласку Бугара у хришћанство, и Slavljanski mučenik, о словачком политичару кога су убили Мађари. У Svatoboj puščavnik писала је о пораженом вођи који је отишао у пустињу где је у једноставном окружењу препознао важност живота. Написала је две песме: Zmiraj krasna je narava и Donava. Такође је компоновала песме за клавир, са словеначким текстовима.